# Aphelandra hylaea
Aphelandra hylaea là một loài thực vật có hoa trong họ Ô rô. Loài này được Leonard mô tả khoa học đầu tiên năm 1961.